# San José Yashitinín
San José Yashitinín är en ort i Mexiko.   Den ligger i kommunen San Cristobal De Casas och delstaten Chiapas, i den sydöstra delen av landet, 800 km öster om huvudstaden Mexico City. San José Yashitinín ligger 2 358 meter över havet och antalet invånare är 1 109.
Terrängen runt San José Yashitinín är kuperad. Runt San José Yashitinín är det glesbefolkat, med 17 invånare per kvadratkilometer. I omgivningarna runt San José Yashitinín växer huvudsakligen savannskog.